# Dąb Krzysztof w Poznaniu
Dąb Krzysztof – pomnik przyrody, zabytkowy dąb szypułkowy (Quercus robur), rosnący w Poznaniu, na Wildzie, na skwerze Anny Siwczyk, u zbiegu ulic Garczyńskiego i Prądzyńskiego (ogrodzony plac zabaw Zarządu Zieleni Miejskiej w Poznaniu).

## Charakterystyka
Starania o ustanowienie pomnika przyrody trwały od 2015. Drzewo, liczące około 250-300 lat, ma regularną koronę i 375 cm obwodu na wysokości 130 cm. Stanowi istotny element krajobrazu dzielnicy, charakteryzującej się starą, gęstą zabudową kamieniczną, gdzie enklawy zieleni mają duże znaczenie dla lokalnej społeczności.
Według dr hab. inż. Doroty Wrońskiej-Pilarek z poznańskiego Uniwersytetu Przyrodniczego dąb ma wysoką wartość krajobrazową, przyrodniczą i zdrowotną, jak również indywidualne cechy wyróżniające go w skali miasta spośród innych obiektów przyrody ożywionej. Przegląd arborystyczny, który miał miejsce latem 2018 nie wykazał ubytków, tak w konarach, jak i górnych częściach pnia i wykrył dużą zdrowotność drewna. Dąb jest dojrzały i w dobrym stanie.

## Imię
Imię drzewu nadano z inicjatywy artystki Anny Siwczyk (zm. 2010), która przyczyniła się do renowacji skweru. Imię Krzysztof nosiła osoba bliska Annie Siwczyk.